# Joaquín Achúcarro Arisqueta
Joaquín Achúcarro Arisqueta   (Bilbao, 1 de novembre de 1932) és un pianista i professor de piano espanyol.

## Biografia
El 1946 va donar el seu primer concert amb tan sols tretze anys, després de guanyar el concurs de Vercelli, interpretant el Concert per a piano nº 20 en re menor K. 466 de Mozart acompanyat per la Filharmònica de Bilbao. Aleshores la filharmònica complia el seu cinquantenari, i atès que el seu primer concert havia estat allà van demanar prioritat perquè el seu primer concert professional també hi tingués lloc. En ser un home jove va resultar ser un concert que va cridar l'atenció i va obtenir molt èxit.
Després de realitzar els seus estudis musicals als conservatoris de la seva ciutat i posteriorment d'altres ciutats d'Espanya com Madrid va guanyar diversos premis a Espanya. El 1949 va completar la seva formació a l'"Accademia Musicale Chigiana" de Siena. L'Accadèmia de Siena va ser molt important per a ell. Era aleshores pràcticament l'única vegada que havia sortit d'Espanya. Va ser per a ell la sortida a un món musical que el va deixar enlluernat. El 1956 Siena sobreeixia de talent.

## Carrera
Achúcarro va coincidir amb altres molts músics que van influir en la seva vida com Claudio Abbado, Daniel Barenboim o John Williams. Va interpretar a Siena juntament amb Zubin Mehta la Rapsòdia de Serguei Rakhmàninov. I va tornar a tocar amb ell moltes vegades en diferents llocs, com Los Angeles o Nova York.

## Joaquín i Emma[calcitació]
Mentre Joaquín es trobava a Madrid estudiant el virtuosisme amb José Cubiles va rebre una carta del seu pare dient-li que hi havia hagut un concert al conservatori i que una nena de dotze anys tocava meravellosament. Aquesta nena, anomenada Emma Jiménez, va ser una clàssica nena prodigi en l'estudi del piano. Va acabar tots els seus estudis de piano als tretze anys, i encara conserva el rècord a Espanya d'haver acabat tan aviat. Als seus vuit anys ja era professora de solfeig.
Per a Emma, Joaquín era la persona de la qual estava enamorada. Però aleshores, com era lògic, Joaquín no li feia ni cas. Ell ja donava concerts i tenien una diferència d'edat de vuit anys. Emma havia estat a Viena i Salzburg estudiant piano, però només havia participat en els concursos de Bilbao. Però Joaquín ja havia guanyat concursos a Itàlia i París, entre d'altres.
El 1959, quan Joaquín va anar a presentar-se al Concurs Internacional de Liverpool, li va dir a Emma, quan aleshores no eren més que nuvis, que si guanyava es casarien. Quan Joaquín va guanyar el concurs, es van casar. Gràcies a aquest concurs Joaquín va guanyar fama internacional.

## Dallas i la Fundació Joaquín Achúcarro
Des de 1990 imparteix classes a la Universitat Metodista del Sud de Dallas, dedicant-se també a la gravació de discos i a donar concerts. Joaquín passa gran part del seu temps allà, on ensenya menors de diferents nacionalitats. La Universitat Metodista del Sud ha contribuït conjuntament amb altres institucions a crear la Fundació Joaquín Achúcarro. La fundació va ser creada amb la idea de proporcionar ajudes als joves pianistes per donar una empenta a la seva carrera.
El 2003 va presentar a l'editorial Alpuerto una biografia des del piano, en forma de diàleg, en la qual col·labora també el professor i pianista Luciano González Sarmiento.
El 1980 i el 1987 va ser membre del jurat del "Concurs Internacional de Piano de Santander Paloma O'Shea", i el 2018 en va ser el president.
El 2 de novembre de 2023 es va presentar al Teatro Monumental de Madrid al costat de l'Orquestra Simfònica de RTVE dirigida per Leonard Slatkin, interpretant el Concert per a piano nº 2 de Frédéric Chopin.
A punt de complir noranta-tres anys, la seva activitat amb el piano no s'atura. El 16 d'agost del 2025 ofereix un concert per celebrar el 35è aniversari del seu debut al Festival de Torroella de Montgrí: un recital de piano de noranta minuts dedicat als compositors que han marcat la seva llarga trajectòria.

## Premis i reconeixements[calcitació]
- En 1992 el Gobierno de España li concedí el Premio Nacional de Música.
- En 1996 rebé la Medalla de Oro al Mérito en las Bellas Artes.
- En 2000 la Unesco l'anomenà Artista per la Pau, per les seves contribucions a la causa.
- En 2018 la Universidad Autónoma de Madrid li concedí un doctorat honoris causa.
- Es comanador de l'Orde d'Isabel la Catòlica, miembro de la Real Academia de Bellas Artes de San Fernando y académico honorario de la Reial Acadèmia de Belles Arts de Nostra Senyora de les Angoixes de Granada.